# Pseudoxyops boliviana
Pseudoxyops boliviana es una especie de mantis de la familia Mantidae.

## Distribución geográfica
Se encuentra en Bolivia y Brasil.